# Лева (Ђенова)
Лева је насеље у Италији у округу Ђенова, региону Лигурија.
Према процени из 2011. у насељу је живело 63 становника. Насеље се налази на надморској висини од 383 м.